# 波叶异木患
波叶异木患（学名：Allophylus caudatus）为无患子科异木患属下的一个种。

## 扩展阅读
- 維基物種上的相關：波叶异木患